# Casper de Norre
Casper de Norre (Hasselt, 7 de febrero de 1997) es un futbolista belga que juega en la demarcación de defensa para el Millwall F. C. de la EFL Championship.

## Biografía
Tras empezar a formarse como futbolista con el Standard de Lieja, en 2015 se marchó al Sint-Truidense VV. Tras un breve paso en calidad de cedido al AS Verbroedering Geel y vuelta al Sint-Truidense VV, en 2018 finalmente fue traspasado al K. R. C. Genk por tres millones de euros. Debutó el 2 de febrero de 2019 en la jornada 24 de la Primera División de Bélgica contra el Waasland-Beveren, disputando los 90 minutos en un encuentro que finalizó con un resultado de 1-2 a favor del conjunto de Genk. En octubre de 2020 fue cedido al Oud-Heverlee Leuven, equipo en el que se acabó quedando hasta su marcha al Millwall F. C. en julio de 2023.

## Clubes
| Club                           | País       | Año       | Partidos | Goles |
| ------------------------------ | ---------- | --------- | -------- | ----- |
| Sint-Truidense VV              | Bélgica    | 2015-2016 | 2        | 0     |
| AS Verbroedering Geel (cedido) | Bélgica    | 2016-2017 | 32       | 11    |
| Sint-Truidense VV              | Bélgica    | 2017-2018 | 59       | 3     |
| K. R. C. Genk                  | Bélgica    | 2018-2020 | 32       | 0     |
| Oud-Heverlee Leuven            | Bélgica    | 2020-2023 | 96       | 9     |
| Millwall F. C.                 | Inglaterra | 2023-     | 83       | 5     |

## Palmarés

### Campeonatos nacionales
| Título                      | Club          | País    | Año  |
| --------------------------- | ------------- | ------- | ---- |
| Primera División de Bélgica | K. R. C. Genk | Bélgica | 2019 |
| Supercopa de Bélgica        | K. R. C. Genk | Bélgica | 2019 |